# Watling Street

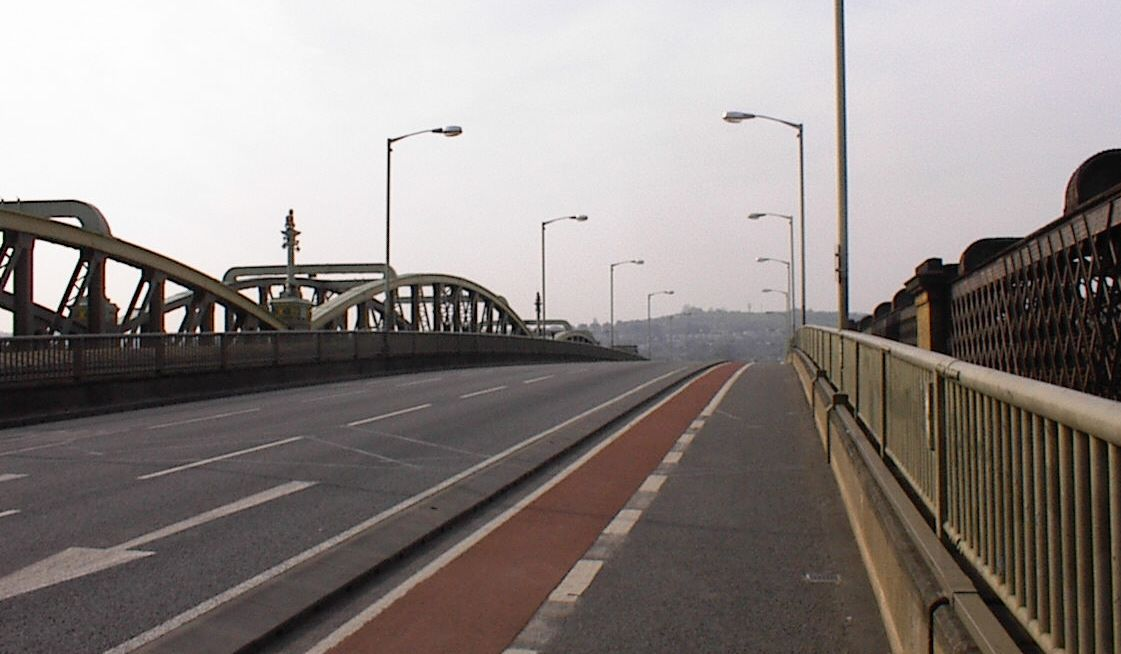
La moderna Watling Street atravesando Rochester cerca de pasos romanos.

Watling Street es el nombre dado a una antigua vía situada entre Inglaterra y Gales construida por los romanos. Los primeros que la usaron fueron los celtas, entre las modernas ciudades de Canterbury y St Albans principalmente, aunque apenas era una simple huella. Los romanos, más tarde, construyeron la calzada al pavimentar íntegramente su recorrido, parte del cual está identificado en el Itinerario de Antonino como Iter III, "Item a Londinio ad portum Dubris", cuya traducción sería "desde Londres hasta el puerto de Dover". El nombre deriva del anglosajón "Wæcelinga Stræt"; su recorrido se cree que corresponde al que forman las actuales autopistas A2 desde Dover a Londres, por un lado, y la A5 desde Londres hasta Wroxeter, por otro.

## Historia

### Época romana
Una senda romana conocida como "Iter III" iba desde Londinium, la moderna Londres, a Portus Dubris, la moderna Dover. La última sección de la ruta de larga distancia, "Iter II", que se iniciaba en el Muro de Adriano, viajaba a través de: Viroconium, la moderna Wroxeter, en Shropshire; Letocetum, hoy en día Wall; Manduessedum, Mancetter, posible ubicación de la última batalla de Boadicea; Venonis, la actual High Cross; Lactotorum, Towcester, cerca de otro posible lugar para la última batalla de Boadicea; luego cruzaba Stony Stratford y Magiovinium, Fenny Stratford, en la moderna Milton Keynes; Durocobrivis, actual Dunstable; Verulamium, cerca de Saint Albans en Hertfordshire, llegando a Londres y, finalmente, a Rutupiae o Richborough, Kent, en la costa sureste de Inglaterra. Aunque otra sección del "Iter II" conectaba Wroxeter con Chester y otras sendas iban hasta el norte y el centro de Gales, no se les considera, generalmente, como parte de Watling Street. Por consiguiente, las rutas romanas que comprenden Watling Street son toda la "Iter III" y la sección de la mitad sur de la "Iter II".

### Sección principal
La sección principal de la vía es la que va desde Dover hasta Wroxeter. El nombre dado a la vía por los anglosajones, "Wæcelinga Stræt", quiere decir "la calle de la gente de Wæcel". Este término, "Wæcel", puede ser una variación de la palabra anglosajona para "extranjero", la cual la aplicarían a los habitantes celtas de lo que hoy es Gales. De los anglosajones también se extrae el término "Wæclingacaester", la romana "Verulamium". Parece probable que el nombre de la vía se aplicase, en un principio, al tramo entre esa villa y Londres, antes de ser aplicado en toda la ruta.

### Rutas subsidiarias
"Stone Street" recorre unas doce millas -diecinueve kilómetros aproximadamente- hacia el sur desde Watling Street en Canterbury, la romana "Durovernum", hasta Lympne en el extremo oeste del humedal Romney Marsh, entre Kent y East Sussex, en la costa sureste de Inglaterra. Gran parte de esta vía la ocupa hoy en día la carretera B2068, que discurre desde la autopista M20, situada en Kent, hasta Canterbury.
Existe otra carretera denominada "Stone Street" entre Kenchester, oeste de Inglaterra, y Caerleon, en Gales.

### Batalla de Watling Street
Parte de la ruta fue testigo de la victoria romana en la Batalla de Watling Street en el año 61 entre el gobernador romano Cayo Suetonio Paulino y la líder britona Boadicea.

### Danelaw
En el siglo IX, Watling Street fue usada como demarcación para separar las zonas anglosajonas de las dominadas por los daneses. El Tratado de Wedmore, requirió que, tras su derrota, los daneses se retirasen a una zona situada al norte y al este de Watling Street, creándose así el territorio de "Danelaw".

### Ruta de peregrinos
Al igual que la mayoría de la red viaria romana, el pavimento romano se deterioró cuando los romanos se retiraron de Britania, aunque la vía siguió usándose durante siglos. Es probable que aquel peregrino de Geoffrey Chaucer usara Watling Street para viajar desde Southwark hasta Canterbury en sus Cuentos de Canterbury.

### Autopista de peaje
La carretera al norte de Londres se convirtió en autopista de peaje cuando en 1706 la sección que va desde Hockliffe hasta Dunchurch se pavimentó. A principios del siglo XIX, Thomas Telford la volvió a pavimentar, y le dio otra vez un uso de carretera de peaje. Se utilizó para transportar correo desde y hacia Irlanda, siendo prorrogada hasta el puerto de Holyhead en la isla de Anglesey en Gales. En esta época, la carretera al sur de Londres comenzó a conocerse como "Great Dover Road". El sistema de peajes finalizó en 1875.

### La vía en la actualidad
La mayor parte de la carretera se usa hoy en día, aparte de unos pocos tramos que han sido desviados. El tramo de carretera que va desde Londres a Dover es actualmente conocido como la autopista A2. El tramo que discurre entre Londres y Shrewsbury es la autopista A5, la cual continúa hasta Holyhead. Al llegar a Milton Keynes, la A5 se desvía hacia una nueva autovía y continúa hacia Wellington. El nombre de esta villa, que se encuentra justo al este de Shrewsbury, se cree que es una corrupción de la palabra "Watling town", ya que, supuestamente, Watling Street discurría por el centro de Wellington.

## Uso continuado del nombre a lo largo de la antigua vía
El uso del nombre "street" se conserva a lo largo de esta antigua vía en muchos sitios: por ejemplo, al sureste del Londres romano (Londinium) en Greenwich Park, y en el interior de Kent, incluyendo las ciudades de Canterbury, Gillingham, Rochester, Gravesend, Dartford y Bexleyheath. Igualmente, al norte de Londres, el nombre "Watling Street" se encuentra en Hertfordshire, incluyendo Saint Albans; Bedfordshire; Buckinghamshire, incluyendo Milton Keynes; Northamptonshire, incluyendo Towcester; Leicestershire; Warwickshire, incluyendo Nuneaton; Staffordshire, incluyendo Cannock, Wall y Lichfield; Shropshire y Gwynedd.

## Otras Watling Street
Aún existe una "Watling Street" en Londres, cerca de la estación del metro "Mansion House", aunque es improbable que estuviese en la ruta de la vía original romana, la cual atravesaba el río Támesis vía el primer Puente de Londres. En Lancashire, "Watling Street" coincide con la antigua vía romana a través de la villa de Affetside, llevando desde Mánchester hasta Ribchester. 
La vía romana que llevaba desde Cataractonium, Catterick, hasta Corstopitum, Corbridge, y el Muro de Antonino, también recibe el nombre "Watling Street". Esta ruta es además conocida como "Dere Street".